# Otázka

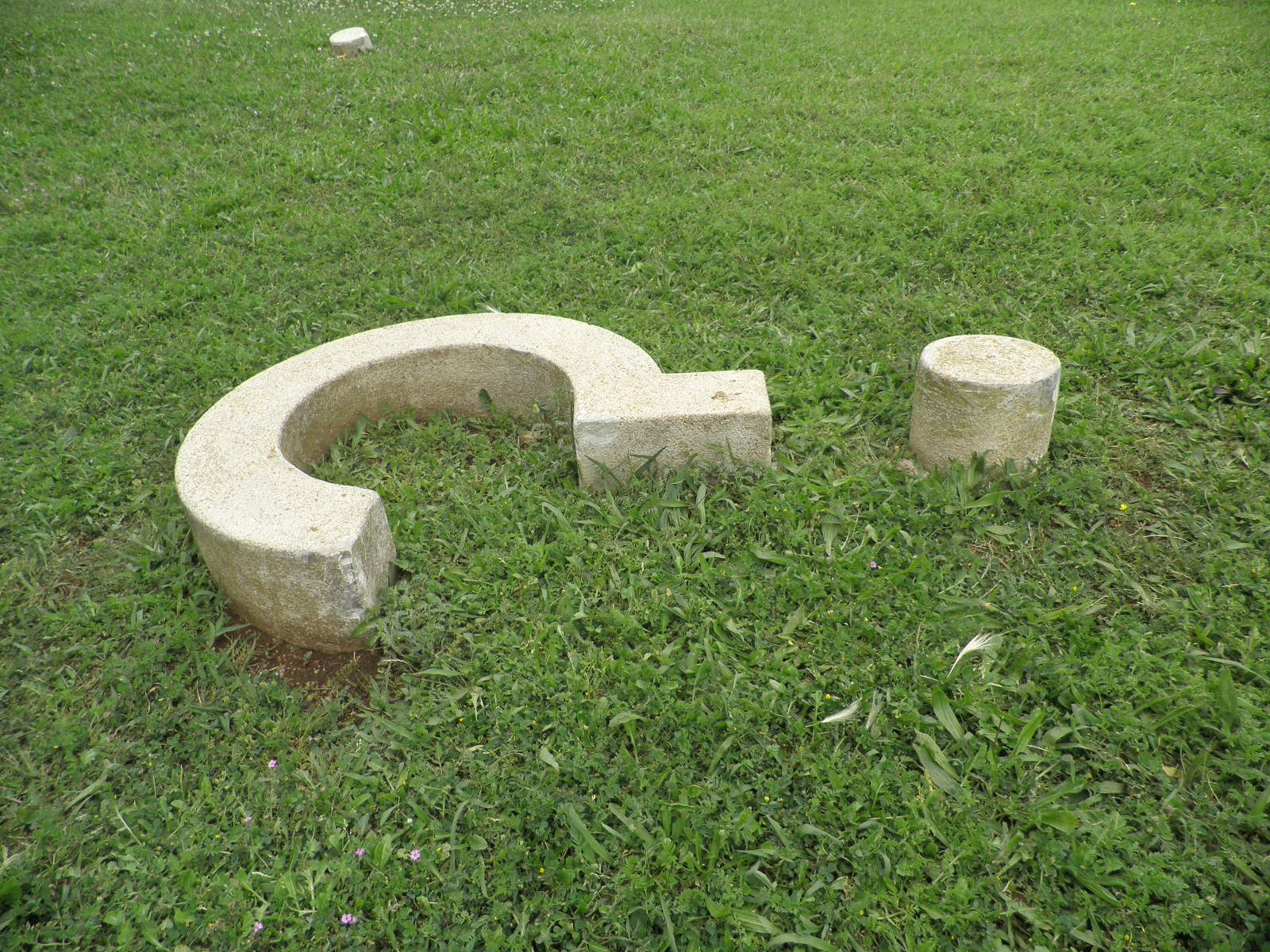
Otazník (autor Joan Brossa; dílo je umístěno v parku u velodromu na předměstí Barcelony).

Otázka je formulace, vyjádření problému. Otázka je výrok, který zachytává neznámé prvky nějaké situace nebo úlohy, vyžadující si vysvětlení. V přirozeném jazyce se vyjadřuje tázací větou nebo spojením slov.
Otázka má složitou strukturu, je v ní obsáhlá problematická i asertorická stránka.
Asertorická stránka charakterizuje předmět otázky, vyděluje něco, čeho existence se otázkou předpokládá a čeho znaky jsou zatím neznámé, a načrtává i třídu možných významů neznámého. Táto stránka otázky vystupuje někdy do popředí a napovídá samostatný význam (řečnické, sugestivní, provokační otázky).
Z hlediska pravdivostních hodnot se otázky dělí na smysluplné (vyhovující syntaktickým, sémantickým i pragmatickým kritériím smysluplnosti), do té či oné míry správně postavené a nesmyslné.
Smysluplnost, přesnost otázky je důležitou stránkou správného, přesného myšlení.

## Typy otázek

### Otevřené otázky
Otevřené otázky začínají často slovem „jak“, „kdo“, „co“, „proč“, „čím“. Zjišťujeme jimi širší informace, chceme zjistit chybějící informace.
- Přímé – ptáme se na specifické informace. „Kdy budeš ochotna pohlídat moje děti?“
- Nepřímé – tázaný může odpovědět jakkoliv. „Jak vycházíš se svými sourozenci?“
- Hypotetické – nemusíme odpovědět pravdivě, často zjišťuje schopnost a možnosti jak řešit daný problém. „Jak byste řešil, pokud by se stalo…?“
- Specifikující (konkretizující) – ptáme se, abychom zjistili konkrétní věc. „Co berou za drogy?“, „Kdo jim je prodal?“
- Sondující – Převládá zvědavost, tazatel zjišťuje podrobnosti do hloubky, které mohou být nepodstatné. „A jak se tvářil, když jsi mu to řekl?“
- Motivační – tážeme se tak, abychom získali alespoň nějakou odpověď, aby tázaný vůbec něco odpověděl. „Jak jste dosáhla tak skvělého výsledku?“
- Rozvíjející, (vícenásobné) – otázky, které následují po odpovědích, kterým však zcela nerozumíme a potřebujeme další vysvětlení,
- Zavádějící – otázka ve které je vyložen osobní názor tazatele, nutí si tak potvrdit názor, může být dlouhá, složitá, nevhodná a tazatel se cítí uražen, ponížen, nebo ironizován.
- Protiotázka – často uvádí tazatele do rozpaků, nutí jej vrátit se do věcné roviny rozhovoru, používá se, pokud je tazatel dotěrný a netaktní, nebo křivě obviňuje, když je napjatá atmosféra. „Jak to myslíte, že jsem typická blondýna?“
- Konstruktivní – otázky orientovány na cíl, povzbuzují k řešení problému. „V čem vidíte rozdíl?“

Tento typ otázek je vhodný tam, kde nelze jasně definovat odpovědi. Nevýhodou u odpovědí je riziko špatného zpracování odpovědi, rovněž kvalita takto získané informace závisí na vyjadřovacích schopnostech odpovídajícího.

### Uzavřené otázky
Uzavřené otázky jsou takové, které může respondent zodpovědět pouze výběrem z předem připravených hodnot (např. "ano" "ne"). Uzavřené otázky se užívají k získání jednoznačné odpovědi.
- Alternativní – dotazovaný si může vybrat odpověď, ale pouze z omezeného nabízeného množství odpovědí, které jsou mu nabídnuty. „Můžeš si vzít dovolenou v červenci, nebo až v srpnu?“ „Kolikrát týdně se hádáte?“
- Sugestivní – vyžadují doporučovanou až nátlakem vyžadovanou odpověď, otázky jsou nástrojem manipulace, kdy partner musí často přitakávat, vedou ke zhoršení klimatu a vztahu mezi partnery, mohou obsahovat výtku nebo hrozbu. „Nemyslíte, že by Vám to prospělo?“
- Kapciózní – provokativní otázka, která obsahuje (předstírá) nepravdivou skutečnost. „Už jste přestal bít svoji ženu?“
- Potvrzující (ověřovací, kontrolní) – ověřují pochopení přednášky, tématu, příkladu, výkladu, vysvětlení. „Chcete něco znovu vysvětlit?“
- Řečnické – po těchto otázkách se neočekává odpověď. „Nebudeme přece zbytečně utrácet, že?“
- Zaobalené – mají formu odpovědi, partner je však vnímá jako otázky, tyto otázky zmírňují tlak na odpověď, netáží se přímo, mohou odstartovat kompromisní jednání. „Zatím neznám Váš názor, ale já bych si to dokázal představit, že bychom mohli vyjednávat o řešení tohoto problému společně.“
- Nucený výběr – vybírá se z konkrétních možností, „Už ses rozmyslel, jestli pojedeš k babičce, nebo k tetě?“

## Aforismy a postřehy myslitelů
- „Existují otázky tak dobré, že je škoda kazit je odpověďmi.“[2]